# 吐烟花
吐烟花（学名：Pellionia repens）为荨麻科赤车属下的一种匍匐性草本植物，分布于亚洲南部。中医可入药，其性凉、味甘、微涩，主治清热利湿。

## 扩展阅读
- 維基物種上的相關：吐烟花